# Il Giustino
Il Giustino (título original en italiano; también, Anastasio o, en ocasiones, Giustino; en español, Justino, RV 717) es una ópera en tres actos del compositor italiano Antonio Vivaldi, compuesta en 1724 sobre un libreto viejo y muchas veces retocado del conde Nicolò Beregan (1683) y ulteriormente rehecho para la edición musicada por Vivaldi (quizá para ópera de Antonio Maria Lucchini, ya libretista de la Tieteberga y a continuación del Farnace).
La ópera fue un encargo a Vivaldi realizado por Federico Capranica para el Teatro Capranica, teatro romano de su familia, tras el éxito del Ercole su'l Termodonte en 1723, pero fue ejecutada sólo después de la muerte del comitente, como segunda ópera de la temporada de carnaval en 1724. Fue la última ópera compuesta por el maestro veneciano para Roma.[cita requerida]
Esta ópera se representa muy poco; en las estadísticas de Operabase aparece Giustino con tres representaciones en el período 2005-2010.